# Août 1799

## Événements
- Août à septembre 1799 : Insurrection toulousaine de 1799.
- Début août, France : insurrection royaliste dans la Haute-Garonne.

- 4 au 6 août, France : bataille d'Argentré .
- 5 août : Combat de La Selle-en-Luitré.
- 5 au 9 août : bataille de Pech-David.
- 13 août, France : le Directoire rétablit le droit des visites domiciliaires par la police et déclare certains départements en « état de trouble »[1].
- 15 août : l’armée d’Italie est battue par les Russes à la bataille de Novi. Le général Joubert y est tué[2].
- 19 au 20 août : bataille de Montréjeau.
- 23 août : Bonaparte quitte l’Égypte[3].
- 30 août : Combat de Louargat.

## Naissances
- 11 août :
  - Joachim Barrande (mort en 1883), géologue et paléontologue français.
  - William Keating (mort en 1844), géologue américain.
- 15 août : Nicolas Murad (mort en 1862), prélat maronite, archevêque de Laodicée.
- 16 août : Rigores (Roque Miranda Conde), matador espagnol († 14 février 1843).
- 27 août : Césaire Nivière (mort en 1879), agronome français.

## Décès
- 6 août : Marcus Élieser Bloch (né en 1723), médecin et naturaliste allemand.
- 8 août : Jean-Charles-Marguerite-Guillaume de Grimaud, médecin français (° 1750).
- 15 août : Barthélemy Catherine Joubert, général français tué à la bataille de Novi (° 1769).
- 16 août : Vincenzo Manfredini, claveciniste, compositeur et théoricien de la musique italien. (° 22 octobre 1737).
- 21 août : Johann Julius Walbaum, médecin et naturaliste allemand (° 1724).
- 29 août : Pie VI meurt en captivité à Valence, après avoir été emmené par les troupes françaises depuis Florence, successivement à Bologne, puis à Parme, à Turin, et à Grenoble.